# Libice nad Doubravou (zámek)
Zámek Libice nad Doubravou stojí v centru městyse Libice nad Doubravou, v ulici Zámecká, nedaleko náměstí sv. Jiljí. Od roku 1987 je chráněn jako kulturní památka.

## Historie
Zámek byl vystavěn někdy po roce 1709 v barokním stylu Václavem Rudolfem Haugvicem. Z této doby se dochovaly pouze klenby v přízemí zámku. Tehdy se jednalo patrně o patrovou budovu o půdorysu obdélníka s navazujícími hospodářskými budovami, ve kterých se nacházel panský pivovar. V letech 1862-1864 k němu nechal Benedikt Boleslavský z Rittersteinu přistavět severní trakt s věžičkou a zároveň prošel novogotickou přestavbou. V následujících letech se zde vystřídala celá řada majitelů, mezi nimi i Karel Gürtler z Kleebornu. Od roku 1925 zámek vlastnil ing. Jaroslav Hostan, kterému byl po revoluci navrácen. Ten jej obratem prodal.

### Současnost
V roce 2008 zámek zakoupila společnost Archatt, která již zrekonstruovala několik objektů, mj. i pivovar v Dalešicích. V roce 2009 se situace okolo zámku ocitla u soudu, neboť jeden z věřitelů jednoho z předchozích majitelů žádal, aby byl zámek tomuto dlužníku navrácen.
V roce 2011 se společnost rozhodla provést kompletní rekonstrukci objektu. Ve stejném roce zažádala o dotace u ministerstva kultury (cca 250 000 Kč) a u Kraje Vysočina (cca 230 000 Kč). Sama společnost chtěla do první etapy oprav investovat 2 mil. Kč. V první etapě měla projít kompletní rekonstrukcí střecha a krovy zámecké budovy. K dokončení první etapy rekonstrukce zámku by mělo dojít v roce 2013.

## Dostupnost
Zámecká ulice, která vede okolo zámku, ústí na silnici II/344 od Chotěboře na Hranice. U zámku začíná žlutě značená turistická stezka taktéž na Hranice a vede okolo něj zelená turistická značka od Libické Lhotky na Suchou.